# Правило 90
Правило 90 (англ. Rule 90) — это элементарный клеточный автомат, то есть одномерный клеточный автомат с двумя состояниями, основанный на функции сложения по модулю 2 (исключающего «ИЛИ», англ. XOR).
Наименование «Правило 90» определяется кодом Вольфрама.
Автомат состоит из одномерного массива ячеек, каждая из которых содержит значение 0 («пуста», «мертва») или 1 («заполнена», «жива»). Шаг работы автомата состоит в одновременной замене значения в любой ячейке на сумму по модулю 2 её двух соседей. Правило 90 является простейшим нетривиальным клеточным автоматом. Он детально описан в книге Стивена Вольфрама A New Kind of Science (с англ. — «Наука нового типа»).
Для простейшей конфигурации — начальное положение которой содержит только одну живую ячейку — диаграмма времени-пространства имеет форму треугольника Серпинского. Поведение любой другой конфигурации может быть объяснено путём сложения по модулю 2 простейших конфигураций. В частности, любая конфигурация с конечным числом ненулевых ячеек является репликатором, который постепенно заполняет всё поле своими копиями. Если изначальная конфигурация Правила 90 случайна, то последующие — тоже. Соответствующая диграмма времени-пространства имеет много треугольных «окон» разных размеров, получающихся при постепенном заполнении ряда из нескольких нулей.
Ранние исследования Правила 90 были мотивированы гипотезой Гильбрайта — неразрешённой проблемой из теории чисел, связанной с разностями соседних простых чисел. Также с точки зрения теории чисел интересна последовательность Гулда, содержащая количество ненулевых ячеек на разных шагах в простейшей конфигурации. Её значения — это степени двойки с показателями, равными числу ненулевых цифр в двоичном представлении номеров шага (начиная нумерацию с 0).
У любой конфигурации Правила 90 есть в точности четыре предшественника, поэтому, в отличие от многих других клеточных автоматов вроде Игры «Жизнь», у этого автомата нет сада Эдема, конфигурации без предшественников. Таким образом, Правило 90 является клеточным автоматом, который сюръективен (у каждой конфигурации есть предшественник), но не инъективен (есть конфигурации, которые приводят к одной и той же на следующем шаге), и тем самым даёт контрпример к теореме, обратной к теореме сада Эдема.